# Darnets
Darnets ist eine französische Gemeinde mit 309 Einwohnern (Stand 1. Januar 2022) im Département Corrèze in der Region Nouvelle-Aquitaine. Die Einwohner nennen sich Darnetziens(iennes).

## Geografie
Die Gemeinde liegt im Zentralmassiv am Rand des Plateau de Millevaches und somit auch im Regionalen Naturpark Millevaches en Limousin unweit des Teiches Étang du Lieuteret.
Tulle, die Präfektur des Départements, liegt ungefähr 35 Kilometer südwestlich, Égletons etwa 7 Kilometer südwestlich und Ussel rund 25 Kilometer nordöstlich.
Nachbargemeinden von Darnets sind Maussac im Norden, Combressol im Nordosten, Palisse im Osten, Lamazière-Basse im Südosten, Moustier-Ventadour im Süden, Égletons im Westen sowie Soudeilles im Nordwesten.

### Verkehr
Die Autoroute A89 ist über die Abfahrt 22 bei Égletons erreichbar.

## Wappen
Beschreibung: Der gespaltene Schild ist vorn silber-blau geschacht und hinten in Blau  am Spalt ein silberner Fischschwanz zwischen zwei nach links wachsende silberne Fische.

## Einwohnerentwicklung
| Jahr      | 1962 | 1968 | 1975 | 1982 | 1990 | 1999 | 2007  | 2016 |
| Einwohner | 275  | 283  | 279  | 321  | 304  | 341  | < 360 |      |

## Sehenswürdigkeiten
- Die Kirche Saint-Martin-Saint-Maurice von Darnets ist ein Sakralbau ursprünglich aus dem 12. Jahrhundert, jedoch im 15. Jahrhundert umgebaut, in ihr finden sich romanische und gotische Elemente.[3][4] Die Kirche ist seit 1923 als Monument historique klassifiziert.[5]
- Das Château de Fontmartin, ein Schloss aus dem 16. Jahrhundert, ist seit 1986 als Monument historique klassifiziert.[6]
- Das Château du Lieuteret, ein Schloss aus dem 17. Jahrhundert, ist seit 1969 als Monument historique klassifiziert.[7]
- Diverse Steinkreuze und profane Gebäude[8]